# Hemaglutinină

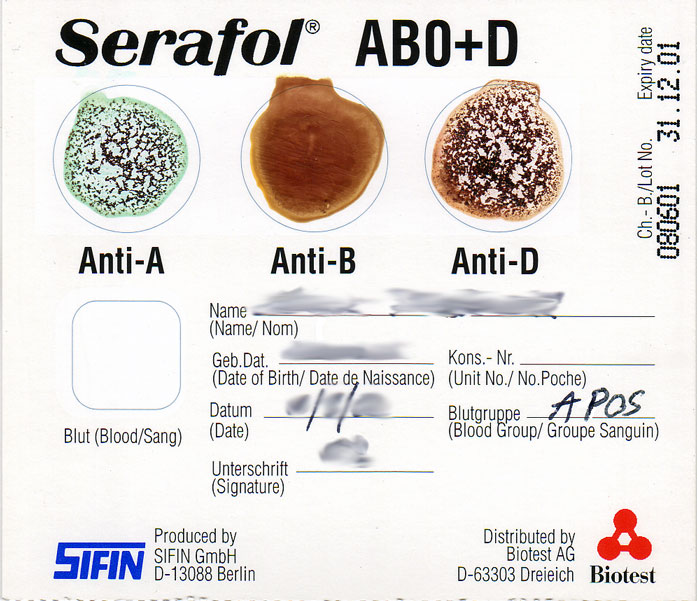
Identificarea grupei sanguine prin utilizarea unui card Serafol.Pacientul are grupa A pozitiv.

Hemaglutininele sunt substanțe de natură proteică, capabile să determine aglutinarea (agregarea) hematiilor. Fac parte din această grupa anticorpii, antigenele grupelor sanguine și lectinele.

## Tipuri
Hemaglutininele se întîlnesc la diferite clase de virusuri, fiind denumite în funcție de virusul respectiv:
- Hemaglutinina gripală (virusul gripei)
- Hemaglutinina rubeoloasă (virusul rubeolei)
- Hemaglutinin-neuraminidaza paragripală, specifica infecției cu virusuri paragripale.
- Hemaglutinin-neuramidaza urliană, specifică infecției cu virus urlian (oreion).
- Fitohemaglutinina

## Serologie
Hemaglutinarea este folosită la identificarea anticorpilor ori în screening-ul acestora împreună cu hematiile formează suprafața antigenică. Prin utilizarea de anticorpi A și B care se leagă de situsurile specifice ale antigenelor din hematii este posibilă determinarea grupei sanguine a fiecărui individ in parte. 
Reacția de aglutinare este utilizată în testul Coombs.